# Uwe Komischke

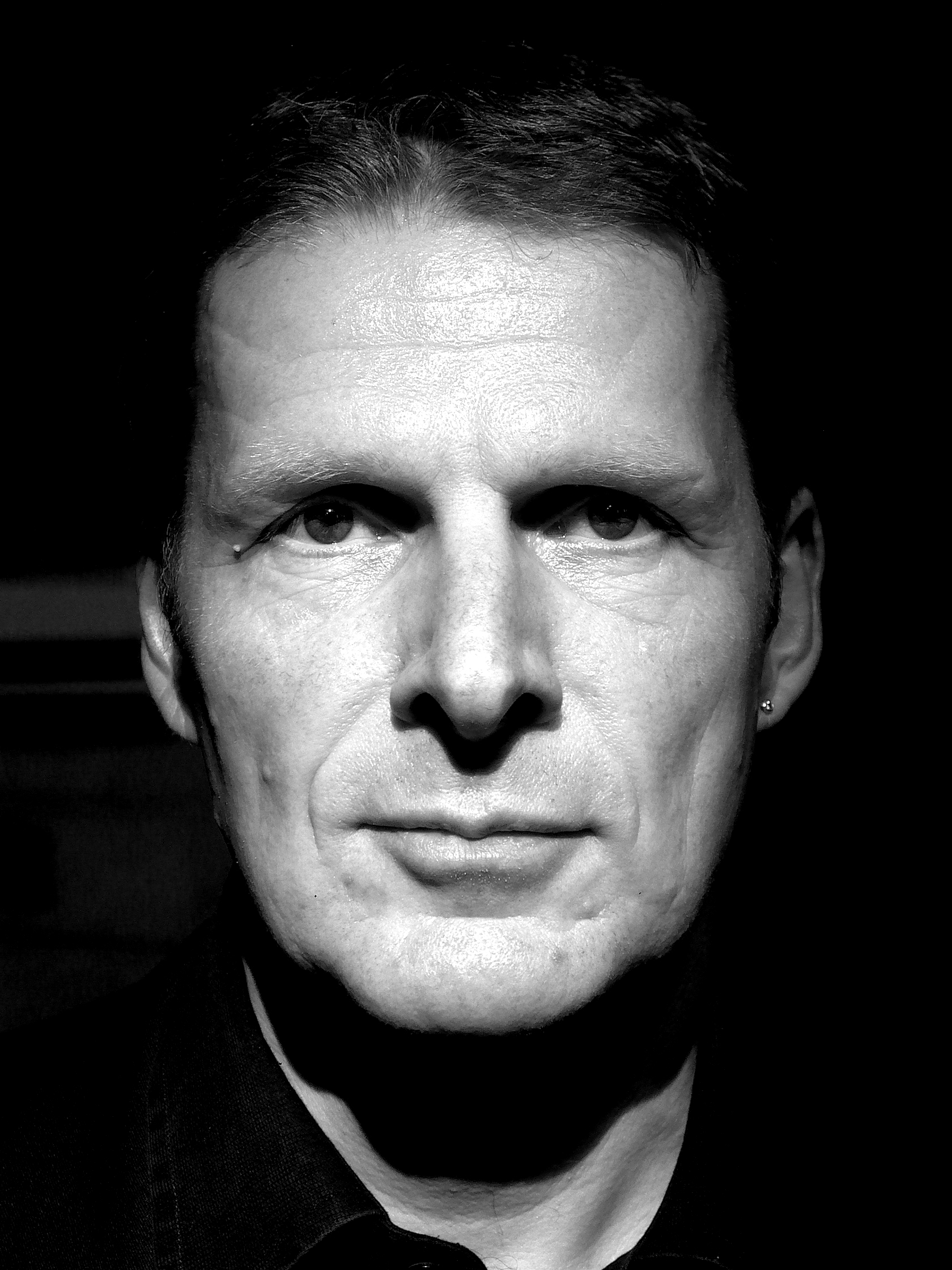
Uwe Komischke

Uwe Komischke (* 1961 in Schwelm/Nordrhein-Westfalen) ist ein deutscher klassischer Solotrompeter, Komponist, Arrangeur,  Dirigent und Hochschullehrer.

## Leben
Uwe Komischke wurde 1961 in Schwelm/NRW geboren. Nach musikalischer Ausbildung begann er seine Laufbahn mit 18 Jahren als 1. Solotrompeter im Philharmonischen Orchester Gelsenkirchen. 1983 wechselte er in gleicher Position zu den Münchner Philharmonikern unter ihrem Chefdirigenten Sergiu Celibidache.
Solistisch ist Uwe Komischke nicht nur in zahlreichen Konzerten im In- und Ausland zu hören, sondern auch auf verschiedenen CD-Produktionen. Komponisten wie Hans Stadlmair oder Peter Michael Hamel widmen ihm Werke und bei Festivals arbeitet er immer wieder mit namhaften Solisten wie Yuri Bashmet, Eduard Brunner oder Vassily Lobanov und Ensembles wie den Moskauer Solisten zusammen.
Für Aufsehen sorgte der Mitschnitt vom Konzert Es-Dur von Joseph Haydn mit den Münchner Philharmonikern unter Sergiu Celibidache. Auch seine Aufführungen vom 2. Brandenburgischen Konzert von Johann Sebastian Bach zeigen seine außergewöhnliche Klasse als Musiker und Instrumentalist.
Die Entwicklung einer eigenen Instrumenten-Serie sowie seine Notenveröffentlichungen (EMR, Musikverlag Corpete) runden seine Biographie ab.
Anlässlich eines Meisterkurses an der SENZOKU GAKUEN University for Music in Tokyo wurde ihm 1993 eine Gastprofessur angeboten.
Seit September 1994 lehrt Uwe Komischke als Professor für Trompete an der Hochschule für Musik Franz Liszt Weimar.
Nach langjähriger Zusammenarbeit mit der Aichi University of the Arts kam es zu mehreren Austauschbesuchen und gemeinsamen Konzerten. Zum Anlass der RKM in Weimar gab Uwe Komischke sein Debüt als Dirigent mit Werken von Richard Strauss (Suite aus Der Rosenkavalier) und einem Querschnitt der Oper Lohengrin von Richard Wagner. Er ist ebenfalls Gastprofessor an der Aichi University of the Arts.
2015 gab es, ebenfalls mit Studenten, eine erste Konzertreise nach China (Shanghai, Peking und Nanjing), während der er sowohl als Solist wie auch als Dirigent u. a. mit dem Jiagsu-Symphony-Orchestra zusammenarbeitete. 2017 war eine zweite China-Reise geplant.
In Europa spielt er mit seinem Organisten Thorsten Pech circa 45–55 Konzerte pro Jahr in der Besetzung Trompete & Orgel.

## Trompete und Orgel
Mit dem Wuppertaler Konzertorganisten und Leiter des Düsseldorfer Bachvereins, Thorsten Pech, arbeitet Uwe Komischke seit 1991 eng zusammen. In diesem Zeitraum haben die beiden Künstler mehr als 1150 Konzerte in Deutschland, Europa, den USA und nicht zuletzt auch in Japan gegeben. Außerdem beschäftigen sich die beiden Musiker mit dem Repertoire Trompete/Corno da caccia und Orgel und haben deshalb neben ihren zahlreichen CD-Produktionen den Musikverlag Corpete gegründet. Alle verlegten Werke sind seit 2016 bei dem Verlag ,Edition DieWa´in München erhältlich.

## Projekte
Ein Projekt des Ensembles Best of Brass ist Richard Wagners „Der Ring des Nibelungen ohne Pauken – aber mit Trompeten“, das am 13. April 2008 in der DASA in Dortmund uraufgeführt wurde. Der Ring wurde von Werner Lemberg und einzelnen Mitgliedern von Best of Brass arrangiert und mit Texten von Franz-Peter Kothes, unter Verwendung von Zitaten aus Werken von Richard und Cosima Wagner, sowie von Friedrich Nietzsche
unterlegt, die vom bekannten Kammer- und Fernsehschauspieler Claus Dieter Clausnitzer vorgetragen wurden.
Heute wird das Projekt als „Wagners Ring in Concert“, mit dem Weimar Brass und dem Schauspieler Markus Fennert als Sprecher, fortgeführt.

## CDs (Auswahl)
- Trompete & Orgel im Dom zu Altenberg
- Trompete & Orgel in der Stadtkirche St. Peter und Paul Weimar
- The Cathedral
- Trompete & Orgel in Bonn-Endenich
- Festliche Bläsermusiken
- Conzertfantasie, Trompete und Klavier (Charlier, Cords, Enescu u. a.)
- Berühmte Trompetenkonzerte (Haydn, Torelli, Arutjunjan)
- In Dir ist Freude (Trompete & Orgel)